# HD9050
HD9050 — хімічно пекулярна зоря спектрального класу A0, що має видиму зоряну величину в смузі V приблизно  9,0.
Вона знаходиться у сузір'ї Кита  й розташована на відстані близько 1062,4 світлових років від Сонця.

## Пекулярний хімічний вміст
Зоряна атмосфера HD9050 має підвищений вміст Eu.